# Wang Anyi
Wang Anyi (kinesiska: 王安忆), född 1954 i Nanjing, Kina är en kinesisk författare och professor vid Fudanuniversitetet i Shanghai.
Hennes mor var den kommunistiska romanförfattaren Ru Zhijuan och hennes far var en av dem som dömdes av maoisterna som högerorienterad 1957. Under kulturrevolutionen fick hon avbryta sin utbildning och skickades 15 år gammal som jordbruksarbetare till den svältdrabbade Anhuiprovinsen.
1972 överfördes hon till en kulturtrupp i Xuzhou och började publicera noveller 1976. 1978 fick hon tillåtelse att återvända hem till Shanghai och strax efter blev hon redaktör för tidskriften Barndom. 1980 gick hon en författarkurs i regi av det kinesiska författarförbundet och snart blev hennes verk mycket populära i Kina. Hon har fått många litterära utmärkelser.
Wang Anyi är en ledande representant för Xungen-litteratur, en litterär genre som kom till i början av 1980-talet och som strävar efter att återknyta till inhemska och folkliga traditioner och söka efter rötter i sin hantering av Kinas nära förflutna.